# Unterseeboot 213
Le Unterseeboot 213 (ou U-213) est un sous-marin allemand (U-Boot) de type VII.D utilisé par la Kriegsmarine (marine de guerre allemande) pendant la Seconde Guerre mondiale

## Historique
Mis en service le 3 août 1941, l'Unterseeboot 213 passe son temps d'entraînement initial à la 5. Unterseebootsflottille à Kiel en Allemagne jusqu'au 31 décembre 1941, puis il rejoint son unité de combat : la 1. Unterseebootsflottille à Keil puis à Brest ; et à partir du 1er mai 1942 dans la 9. Unterseebootsflottille toujours à Brest.
Il réalise sa première patrouille, quittant le port d'Heligoland le 26 janvier 1942 sous les ordres de l'Oberleutnant zur See Amelung von Varendorff. Après 54 jours de mer, l'U-213 rejoint la base sous-marine de Brest qu'il atteint le 20 mars 1942.
L'Unterseeboot 213 effectue trois patrouilles dans lesquelles il ne coule, ni n'endommage de navire au cours de 126 jours en mer.
Sa troisième patrouille le fait quitter la base sous-marine de Brest le 23 juillet 1942 toujours sous les ordres du Oberleutnant zur See Amelung von Varendorff. Après neuf jours en mer, l'U-213 est coulé le 31 juillet 1942 dans l'Atlantique Nord à l'est des Açores à la position géographique de 36° 45′ N, 22° 50′ O par des charges de profondeur lancées par les sloops britanniques Erne, Rochester et Sandwich. 
Les 50 membres d'équipage meurent de cette attaque.

## Affectations
- 5. Unterseebootsflottille du 30 août au 31 décembre 1941 (entraînement)
- 1. Unterseebootsflottille du 1er janvier au 30 avril 1942 (service actif)
- 9. Unterseebootsflottille du 1er mai au 31 juillet 1942 (service actif)

## Commandement
- Oberleutnant zur See Amelung von Varendorff du 30 août 1941 au 31 juillet 1942

## Patrouilles
|       | Commandant                   | Départ          | Départ     | Arrivée         | Arrivée    | Jours     | Succès |
| ----- | ---------------------------- | --------------- | ---------- | --------------- | ---------- | --------- | ------ |
|       | Oblt. Amelung von Varendorff | 24 janvier 1942 | Kiel       | 25 janvier 1942 | Heligoland | 2 jours   |        |
| 1     | Oblt. Amelung von Varendorff | 26 janvier 1942 | Heligoland | 20 mars 1942    | Brest      | 54 jours  |        |
|       | Oblt. Amelung von Varendorff | 23 avril 1942   | Brest      | 24 avril 1942   | Lorient    | 2 jours   |        |
| 2     | Oblt. Amelung von Varendorff | 25 avril 1942   | Lorient    | 20 juin 1942    | Lorient    | 57 jours  |        |
|       | Oblt. Amelung von Varendorff | 20 juin 1942    | Lorient    | 21 juin 1942    | Brest      | 2 jours   |        |
| 3     | Oblt. Amelung von Varendorff | 23 juillet 1942 | Brest      | 31 juillet 1942 | Coulé      | 9 jours   |        |
| Total | Total                        | Total           | Total      | Total           | Total      | 126 jours | 0 t    |

Note : Oblt. = Oberleutnant zur See 

### Opérations Wolfpack
L'U-213 a opéré avec les Wolfpacks (meute de loups) durant sa carrière opérationnelle:
1. Schlei (1er février 1942 - 12 février 1942)
2. Westwall (2 mars 1942 - 12 mars 1942)
3. Pfadfinder (21 mai 1942 - 27 mai 1942)

## Navires coulés
L'Unterseeboot 213 n'a ni coulé, ni endommagé de navire au cours de ses 3 patrouilles (120 jours en mer).

### Référence
1. ↑  http://uboat.net/boats/successes/u213/html

### Source
- (en) Cet article est partiellement ou en totalité issu de l’article de Wikipédia en anglais intitulé « German submarine U-213 » (voir la liste des auteurs).